# 大卫·邓恩
大卫·邓恩（英語：David Dunn，1979年12月27日—），是一名英格蘭前足球員，司職中場，出身布力般流浪，其後轉投伯明翰，經歷4年傷患困擾，於2007年重返母會。他也是一位足球主教練，最後是巴罗的主教練。

## 生平

### 球員

#### 布力般流浪
邓恩是布力般流浪的青訓球員，自8歲已加入球隊，1998年9月26日對愛華頓的比賽首次披甲，邓恩在70分鐘後補上場，但於81分鐘因隊友被罰離場，領隊調整陣容而被換離場。1999年2月26日在對阿士東維拉時取得首個入球，但球隊於季末降級。2000/01年球季邓恩表現出色，在聯賽射入18球，協助布力般流浪獲得冠軍聯賽亞軍，升級回到超級聯賽。翌年更奪得聯賽盃。

#### 伯明翰城
因球場外的私生活傳聞，邓恩不獲領隊桑拿士的歡心，邓恩拒絕續約布力般流浪，邓恩於2003年夏季離隊加盟伯明翰城，轉會費550萬英鎊，簽約4年。於8月16日對熱刺的首場比賽即射入一球。但自2004年2月開始，邓恩一直受傷患困擾，下半段球季只能在球邊觀戰。2004/05年開季時復出，成為球隊中場重心，在對布力般流浪及阿士東維拉時各入一球，但筋腱舊患再次令邓恩休養直到翌季中才能復出，到4月再次受傷而提早休戰，伯明翰城不幸在該季末降級。

#### 重返布力般流浪
2007年1月邓恩返回布力般流浪，轉會費沒有透露，估計約220萬英鎊，邓恩對錫菲聯的比賽首次為球隊上陣。2010年1月26日邓恩與球會續約兩年半至2012年屆滿。2012年1月27日，邓恩與布力般流浪續約至2013年6月。2013年6月24日，邓恩與布力般流浪簽署一份新的一年合約。
2015年4月，鄧尼表示季後約滿將會離隊尋求延續球員生涯。

#### 奥咸
2015年7月，鄧尼簽約加盟英甲球會，為期一年，是球隊季前簽入的第五名新將。

#### 國家隊
邓恩只曾於2002年9月7日為英格蘭上陣一次出戰葡萄牙。

## 奥咸
2015年9月12日，奥咸主場1-5負於後，本季聯賽7戰僅獲1勝，位處第19位，一隊教練（Darren Kelly）任教僅4個月便被辭退， 新加盟的鄧尼臨危受命，暫代教席，而教練團隊維持原有職務。2015年10月7日，雖然執教4場均和局收場未能打開勝利之門，鄧尼仍然獲得正式教席。2016年3月，由於奧咸在聯賽連續七場比賽未能取勝﹐奧咸辭退了鄧尼。

## 巴罗
2020年7月，鄧尼成為剛升上英乙的巴罗的主教練，代替離開巴罗加入博尔顿的伊瓦特。在參加22场比赛，和最后9场比赛没有获胜後，球隊當時在聯賽排名第21位，鄧尼于2020年12月13日被解雇。

## 外部連結
- 足球数据库：大卫·邓恩的球员统计数据
- 布力般流浪官網 大卫·邓恩資料 （页面存档备份，存于）